# Перевірка зв'язності графів
Зв'язність заданого графу G зручно перевіряти за допомогою його матриці суміжності A.

## Теорема I
Нехай A — матриця суміжності графу G =(V, E) з n вершинами (|V |=n). Тоді елемент aij(k) i-го рядка і j-го стовпчика матриці Ak дорівнює кількості шляхів довжини k, які ведуть в графі G з вершини vi у вершину vj.

### Доведення I
Проведемо індукцією за k.
Для k=1 aij(1)=aij. За означенням матриці A aij дорівнює 1 тоді і тільки тоді, коли в графі G з вершини vi веде ребро у вершину vj. Але єдиний можливий шлях довжини 1 з vi у vj — це ребро (vi,vj). Отже, aij(1) дорівнює кількості шляхів довжини 1 з vi у vj.
Припустімо, що твердження теореми справджується для
k=m-1, m ≥ 2. Розглянемо елемент aij(m) матриці Am. Оскільки Am = Am-1 A, то
{\displaystyle a_{ij}^{(m)}=\sum _{t=1}^{n}a_{it}^{(m-1)}a_{tj}=\sum _{t=1}^{n}a_{it}^{(m-1)}a_{tj}^{1}}
Розглянемо окремий доданок ait(m-1)atj(1) останньої суми. За припущенням індукції aij(m-1) дорівнює кількості шляхів довжини m-1 , які ведуть з вершини vi у вершину vt; тоді добуток ait(m-1)atj(1) дорівнює кількості шляхів довжини m, що ведуть з вершини vi у вершину vj і передостанньою вершиною яких є vt. Отже, сума таких доданків для всіх t від 1 до n дає шукану кількість шляхів довжини m з vi у vj. Теорему доведено.

### Наслідок I
Нехай A — матриця суміжності графу G =(V, E) з n вершинами. В графі G вершини vi i vj (i ≠ j) є зв'язаними тоді і тільки тоді, коли елемент і-го рядка і j-го стовпчика матриці A+A2+A3+…+An-1 не дорівнює нулю.
Це випливає з доведеної теореми та тієї простої властивості, що коли в графі G з n вершинами існує шлях між вершинами vi i vj (i ≠ j), тоді між цими вершинами обов'язково існує шлях довжини не більшої ніж n-1.
Крім того, щоб вилучити умову i ≠ j для встановлення зв'язності між будь-якими вершинами графу G можна використовувати матрицю M(n)=In+A+A2+A3+…+An-1, де In — одинична матриця порядку n (нагадаємо, що будь-яка вершина є зв'язаною сама з собою шляхом довжини 0).

### Наслідок II
Граф G буде зв'язним тоді і тільки тоді, коли в матриці M(n) немає нульових елементів.
Граф G*=(V, E*) називається транзитивним замиканням даного графу G =(V, E), якщо (v, w)∈E* тоді і тільки тоді, коли вершини v і w є зв'язані в графі G.
Таким чином, транзитивне замикання графу G є повним графом тоді і тільки тоді, коли граф G зв'язний.
Якщо графу G =(V, E) відповідає відношення R на V, то графу G* відповідатиме транзитивне замикання R* відношення R.
Побудуємо для графу G* n×n-матрицю A*за таким правилом: (i, j)-тий елемент матриці A* дорівнює 1 тоді і тільки тоді, коли відповідний елемент матриці M(n) не дорівнює 0, всі інші елементи матриці A* дорівнюють 0.
Матрицю A* називають матрицею досяжності графу G (інші назви: матриця зв'язності, матриця зв'язку).
Обчислення матриці досяжності A* графу G* можна здійснити й іншим методом.
Позначимо через A(1) булеву матрицю, елементи якої повністю збігаються з
елементами матриці A, але розглядаються не як числа 0 і 1, а як символи булевого алфавіту 0 і 1. Введемо операцію булевого множення С∧D матриць С і D, які складаються з булевих елементів 0 і 1, таким чином: елемент fij матриці С∧D дорівнює
{\displaystyle f_{ij}=\bigvee _{t=1}^{n}(c_{it}\wedge d_{tj})}, де сit і dtj — елементи матриць С і D, а операції ∧ і ∨ — це операції диз'юнкції та кон'юнкції.
Позначимо через A(m) матрицю A(1)∧A(1)∧…∧A(1) (m разів).

## Теорема II
Аналогічно теоремі 1 може бути доведена така теорема.
Нехай A(1) — булева матриця, яка відповідає матриці суміжності A графу G =(V, E). Елемент bij(m) (i≠j) матриці A(m) дорівнює 1 тоді і тільки тоді, коли в графі G існує принаймні один шлях довжини m, що веде з вершини vi у vj.

### Наслідок I.
Матриця досяжності A* графу G з n вершинами може бути обчислена за формулою A*=In(1)∨A(1)∨A(2)∨…∨A(n-1). (Операція диз'юнкції виконується для матриць поелементно).

### Наслідок II.
Граф G є зв'язний тоді і тільки тоді, коли всі елементи його матриці досяжності A* дорівнюють 1.

## Джерело
- Лекции по теории графов / Емеличев В. А., Мельников О. И., Сарванов В. И., Тышкевич Р. И.- М., 1990.
- Зыков А. А. Основы теории графов.- М., 1987.
- Оре О. Теория графов.- М., 1980.